# کل کل علیا (چرداول)
کل کل علیا (شیروان و چرداول)، روستایی از توابع بخش آسمان آباد شهرستان چرداول در استان ایلام ایران است.
این روستا در [[دهستان کل کل]] قرار دارد و براساس [[سرشماری عمومی نفوس و مسکن ایران|سرشماری مرکز آمار ایران]] [[سرشماری عمومی نفوس و مسکن (۱۳۸۵)|در سال ۱۳۹۵]]، جمعیت آن ۱٬۵۷۶ نفر (۴۴۸خانوار) بوده‌است.